# Fyvie Castle
Fyvie Castle is een kasteel in het dorp Fyvie, vlak bij Turriff, Aberdeenshire in Schotland.

## Geschiedenis
De vroegste delen van Fyvie Castle dateren uit de dertiende eeuw. Sommigen beweren dat het in 1211 gebouwd is door William the Lion. Fyvie was de plek van een openluchthof van Robert the Bruce, en Karel I woonde hier als kind. Na de Slag bij Otterburn in 1390 was het geen koninklijke vesting meer, en kwam het in plaats daarvan in handen van vijf opeenvolgende families: Preston, Meldrum, Seton, Gordon en Leith, waarvan elk een nieuwe toren aan het kasteel toevoegde. De oudste hiervan, de Prestontoren (geheel rechts van de voorgevel), werd gebouwd tussen 1390 en 1433. De indrukwekkende Setontoren vormt de ingang, en werd in 1599 gebouwd door Alexander Seton. Deze liet enkele jaren later ook de grote processietrap maken. De Gordontoren volgde in 1777, en de Leith in 1890.
Binnen bevat het kasteel een grote wieltrap, een tentoonstelling van oorspronkelijke wapens en wapenschilden, en een portrettencollectie.
Manus O'Cahan en Montrose vochten op 28 oktober 1644 bij Fyvie Castle een succesvolle kleine strijd uit tegen het Covenant-leger. Het slagveld wordt onderzocht voor bescherming door Historic Scotland. Naar Victoriaanse mode werden de gronden en het aangrenzende Loch Fyvie in de negentiende eeuw landschappelijk gevormd. De Schotse industrieel Alexander Leith (later baron Leith van Fyvie) kocht het kasteel in 1885. Zijn nakomelingen verkochten het in 1984 aan de National Trust for Scotland.

## Spokerijen
Net als op veel Schotse kastelen zou het op Fyvie spoken. Het verhaal gaat dat in 1920 tijdens een renovatie het skelet van een vrouw werd ontdekt achter de muur van een slaapkamer. Vanaf de dag dat de resten te rusten werden gelegd op het kerkhof van Fyvie, werden de bewoners van het kasteel geplaagd door vreemde geluiden en onverklaarbare gebeurtenissen. Bang dat hij de dode vrouw beledigd had, liet de Laird van het kasteel het skelet weer opgraven en terugplaatsen achter de slaapkamermuur, waarop het gespook ophield. Er wordt gezegd dat er een geheime kamer is in zuidwesthoek van het kasteel die verzegeld moet blijven, en dat iedereen die er binnen gaat rampspoed staat te wachten. Het is niet duidelijk of dit dezelfde kamer is waar het skelet is gevonden. Er zijn ook een onuitwisbare bloedvlek, twee geesten en twee vloeken geassocieerd met deze plek. Een van de vloeken wordt toegeschreven aan de profetische laird, Thomas the Rhymer.
Fyvie Castle speelde de hoofdrol in een serie Britse televisieprogramma's, waaronder Living TV's Most Haunted (seizoen 6), en stv's Castles of Scotland.
Tijdens de zomermaanden is het kasteel geopend voor het publiek.